# Grand Prix moto d'Indonésie 1997
Le  Grand Prix moto d'Indonésie 1997 est la deuxième manche du championnat du monde de vitesse moto 1997. La compétition s'est déroulée du 26 au 28 septembre 1997 sur le circuit international de Sentul.
C'est la 2e édition du Grand Prix moto d'Indonésie.

## Classement 500 cm3
| Pos  | Pilote                   | Constructeur | Temps/Écart     | Points |
| ---- | ------------------------ | ------------ | --------------- | ------ |
| 1    | Tadayuki Okada           | Honda        | 43 min 22 s 010 | 25     |
| 2    | Mickael Doohan           | Honda        | +0 s 069        | 20     |
| 3    | Alex Criville            | Honda        | +10 s 991       | 16     |
| 4    | Nobuatsu Aoki            | Honda        | +11 s 783       | 13     |
| 5    | Norifumi Abe             | Yamaha       | +12 s 193       | 11     |
| 6    | Carlos Checa             | Honda        | +15 s 950       | 10     |
| 7    | Takuma Aoki              | Honda        | +30 s 887       | 9      |
| 8    | Sete Gibernau            | Yamaha       | +42 s 057       | 8      |
| 9    | Kenny Roberts Jr         | Modenas      | +42 s 612       | 7      |
| 10   | Doriano Romboni          | Aprilia      | +48 s 526       | 6      |
| 11   | Jurgen Fuchs             | Elf 500      | +50 s 816       | 5      |
| 12   | Daryl Beattie            | Suzuki       | +50 s 886       | 4      |
| 13   | Peter Goddard            | Suzuki       | +1 min 00 s 050 | 3      |
| 14   | Alberto Puig             | Honda        | +1 min 05 s 583 | 2      |
| 15   | Kirk McCarthy            | Yamaha       | +1 min 05 s 945 | 1      |
| 16   | Régis Laconi             | Honda        | +1 min 06 s 675 |        |
| 17   | Lucio Pedercini          | ROC Yamaha   | +1 tour         |        |
| 18   | Laurent Naveau           | ROC Yamaha   | +1 tour         |        |
| Abd. | Jurgen van den Goorbergh | Honda        | Abandon         |        |
| Abd. | Luca Cadalora            | Yamaha       | Abandon         |        |
| Abd. | Jean-Michel Bayle        | Modenas      | Abandon         |        |
| Abd. | Frédéric Protat          | Honda        | Abandon         |        |
| Abd. | Juan Borja               | Elf 500      | Abandon         |        |
| Abd. | Alex Barros              | Honda        | Abandon         |        |

## Classement 250 cm3
| Pos  | Pilote               | Constructeur | Temps/Écart     | Points |
| ---- | -------------------- | ------------ | --------------- | ------ |
| 1    | Max Biaggi           | Honda        | 41 min 35 s 549 | 25     |
| 2    | Tohru Ukawa          | Honda        | +6 s 592        | 20     |
| 3    | Olivier Jacque       | Honda        | +7 s 979        | 16     |
| 4    | Tetsuya Harada       | Aprilia      | +9 s 297        | 13     |
| 5    | Takeshi Tsujimura    | TSR-Honda    | +17 s 192       | 11     |
| 6    | Haruchika Aoki       | Honda        | +17 s 246       | 10     |
| 7    | Ralf Waldmann        | Honda        | +17 s 681       | 9      |
| 8    | Stefano Perugini     | Aprilia      | +45 s 850       | 8      |
| 9    | Sebastian Porto      | Aprilia      | +49 s 571       | 7      |
| 10   | Jeremy McWilliams    | Honda        | +59 s 835       | 6      |
| 11   | Cristiano Migliorati | Honda        | +1 min 01 s 933 | 5      |
| 12   | Franco Battaini      | Yamaha       | +1 min 03 s 717 | 4      |
| 13   | Osamu Miyazaki       | Yamaha       | +1 min 05 s 791 | 3      |
| 14   | Loris Capirossi      | Aprilia      | +1 min 08 s 297 | 2      |
| 15   | Luca Boscoscuro      | Honda        | +1 min 21 s 512 | 1      |
| 16   | Oliver Petrucciani   | Aprilia      | +1 tour         |        |
| 17   | William Costes       | Honda        | +1 tour         |        |
| Abd. | Giuseppe Fiorillo    | Aprilia      | Abandon         |        |
| Abd. | Luis d'Antin         | Yamaha       | Abandon         |        |
| Abd. | Jamie Robinson       | Suzuki       | Abandon         |        |
| Abd. | Eustaquio Gavira     | Aprilia      | Abandon         |        |
| Abd. | José Luis Cardoso    | Yamaha       | Abandon         |        |
| Abd. | Noriyasu Numata      | Suzuki       | Abandon         |        |
| Abd. | Emilio Alzamora      | Honda        | Abandon         |        |

## Classement 125 cm3
| Pos  | Pilote             | Constructeur | Temps/Écart     | Points |
| ---- | ------------------ | ------------ | --------------- | ------ |
| 1    | Valentino Rossi    | Aprilia      | 41 min 14 s 511 | 25     |
| 2    | Kazuto Sakata      | Aprilia      | +3 s 028        | 20     |
| 3    | Jorge Martinez     | Aprilia      | +5 s 238        | 16     |
| 4    | Noboru Ueda        | Honda        | +8 s 369        | 13     |
| 5    | Tomomi Manako      | Honda        | +8 s 929        | 11     |
| 6    | Masaki Tokudome    | Aprilia      | +10 s 999       | 10     |
| 7    | Gianluigi Scalvini | Honda        | +9 s 313        | 9      |
| 8    | Youichi Ui         | Yamaha       | +9 s 476        | 8      |
| 9    | Garry McCoy        | Aprilia      | +24 s 580       | 7      |
| 10   | Roberto Locatelli  | Aprilia      | +30 s 581       | 6      |
| 11   | Masao Azuma        | Honda        | +30 s 605       | 5      |
| 12   | Gino Borsoi        | Yamaha       | +31 s 029       | 4      |
| 13   | Lucio Cecchinello  | Honda        | +31 s 096       | 3      |
| 14   | Frédéric Petit     | Honda        | +31 s 117       | 2      |
| 15   | Steve Jenkner      | Aprilia      | +32 s 467       | 1      |
| 16   | Angel Nieto Jr     | Aprilia      | +32 s 853       |        |
| 17   | Enrique Maturana   | Yamaha       | +33 s 003       |        |
| 18   | Shahrol Yuzy       | Honda        | +33 s 504       |        |
| 19   | Josep Sarda        | Honda        | +56 s 451       |        |
| 20   | Jaroslav Huleš     | Honda        | +56 s 520       |        |
| 21   | Yoshiaki Katoh     | Yamaha       | +59 s 346       |        |
| Abd. | Rudi Arianto       | Yamaha       | Abandon         |        |
| Abd. | Irvan Octavianus   | Yamaha       | Abandon         |        |
| Abd. | Xavier Soler       | Aprilia      | Abandon         |        |
| Abd. | Dirk Raudies       | Honda        | Abandon         |        |
| Abd. | Ahmad Jayadi       | Yamaha       | Abandon         |        |
| Abd. | Manfred Geissler   | Aprilia      | Abandon         |        |
| Abd. | Mirko Giansanti    | Honda        | Abandon         |        |
| Abd. | Nasrul Arif        | Honda        | Abandon         |        |